# Orchamoplatus calophylli
Orchamoplatus calophylli là một loài côn trùng cánh nửa trong họ Aleyrodidae, phân họ Aleyrodinae.
Orchamoplatus calophylli được Russell miêu tả khoa học đầu tiên năm 1958.